# Атлас Арена
«Атлас Арена» (пол. «Atlas Arena») — багатофункціональна спортивно-розважальна споруда в місті Лодзь, Польща, місце проведення концертних і спортивних заходів. Арена має місткість 13 850 глядачів, є найбільшою критою спорудою міста та найбільшим концертним майданчиком країни.
Проєкт арени був розроблений 2004 року. До 2006 року до проєкту внесли ряд змін, які і ввійшли до конструкції сучасної арени. Будівництво тривало протягом 2006—2009 років. Відкрили арену 26 червня 2009 року. 
Конструкція споруди має форму круга, діаметром 135 м, який оточений ровом. Висота даху над ареною у найвищій точці становить 34 м. Загальна площа становить 27 500 м², із яких 1 500 м² — технічні приміщення. Площа споруди поділена на сектори відносно специфіки призначення. 
Арена регулярно приймає змагання з легкої атлетики, волейболу, баскетболу, гімнастики, бойових мистецтв і тенісу. Спеціальна конструкція дозволяє трансформувати арену для матчів з хокею. Також на арені проводять концерти, виставки, ярмарки і конгреси. За потреби, по периметру споруди можна розгорнути бігову доріжку довжиною 200 м. У залі розташований тренажерний зал зі стаціонарною біговою доріжкою на 60 м. Зал обладнаний 64 сучасними відеоекранами та акустичною системою. 
Арена розташована в Парку здоров'я неподалік від зоопарку та Стадіону ЛКС.
20 березня 2022 року на сцені Атлас Арени в Лодзі відбувся великий благодійний концерт «Разом з Україною» за участі польських та українських зірок з метою збору коштів для допомоги українцям, які постраждали від повномасштабного вторгнення РФ в Україну.